# European Game Developer Federation
Der European Games Developer Federation (kurz EGDF) ist eine Interessenvertretung der europäischen Spieleentwickler. Der Verband wurde am 9. November 2006 in Paris gegründet. Zu den Gründungsmitgliedern gehört der deutsche Bundesverband der Entwickler von Computerspielen (G.A.M.E.), die britische The Independent Games Developers Trade Association (Tiga) und die französische Syndicat national de jeux video (SNJV), sowie Interessenvertretungen aus den Benelux-Staaten (BGIn), Dänemark (Producentenveringen), Schweden (Spelplan) und Finnland (Neogames). Beigetreten sind mittlerweile der Verband aus Norwegen, sowie Spanien (DEV) und Italien (AIOMI). Damit vertritt dieser europäische Dachverband mehr als 600 der führenden Studios in Europa, die gemeinsam mehr als 17 000 Mitarbeiter beschäftigen. Der Generalsekretär der EGDF ist Dr. Malte Behrmann.
Ziel des Verbandes ist die Förderung der Entwicklung von Computer- und Videospielen als kulturelles Medium und die Verbesserung der Zusammenarbeit der europäischen Studios.